# Armadillo officinalis
Armadillo officinalis là một loài chân đều trong họ Armadillidae. Loài này được Dumeril miêu tả khoa học năm 1816.

## Hình ảnh

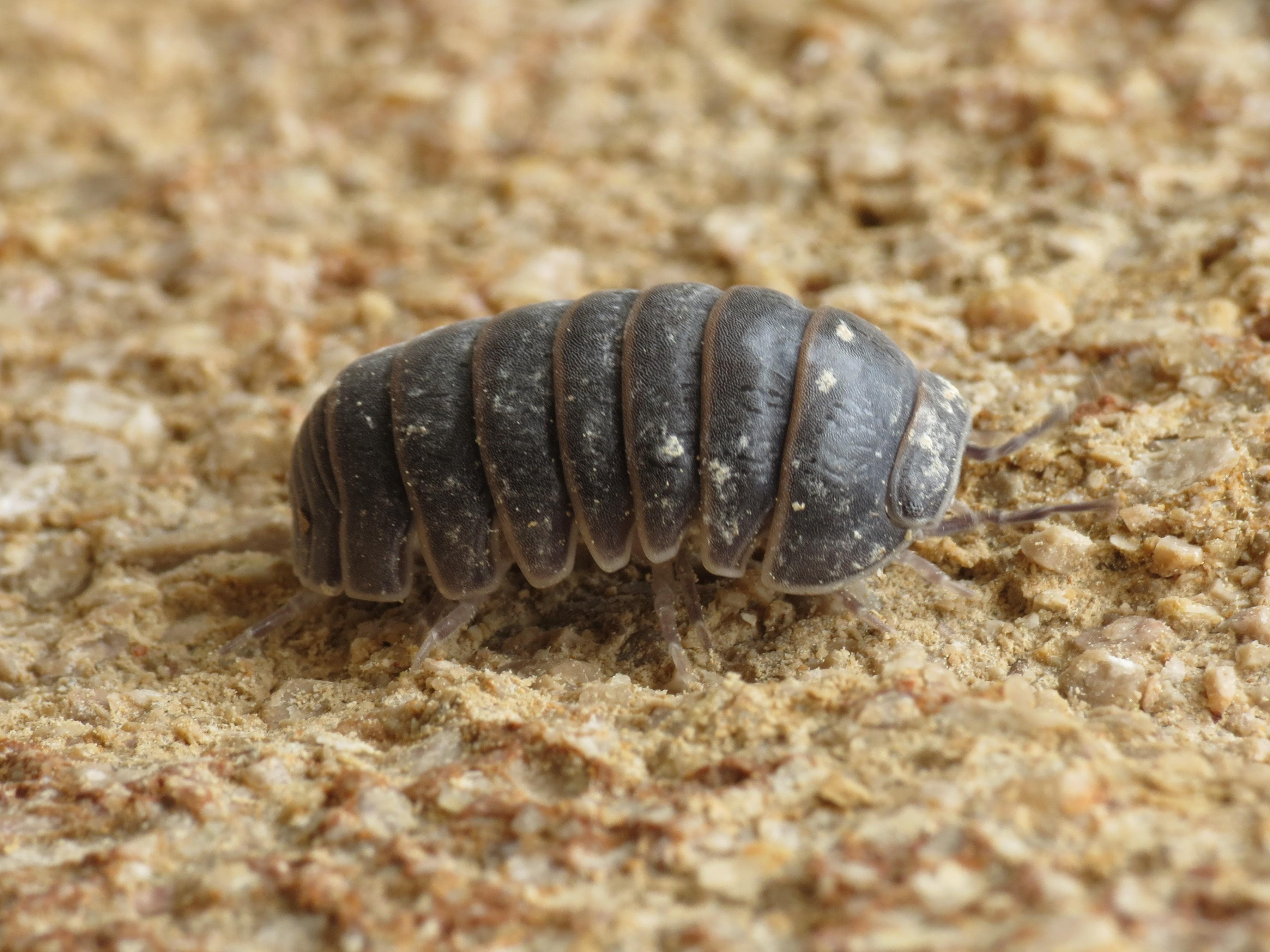
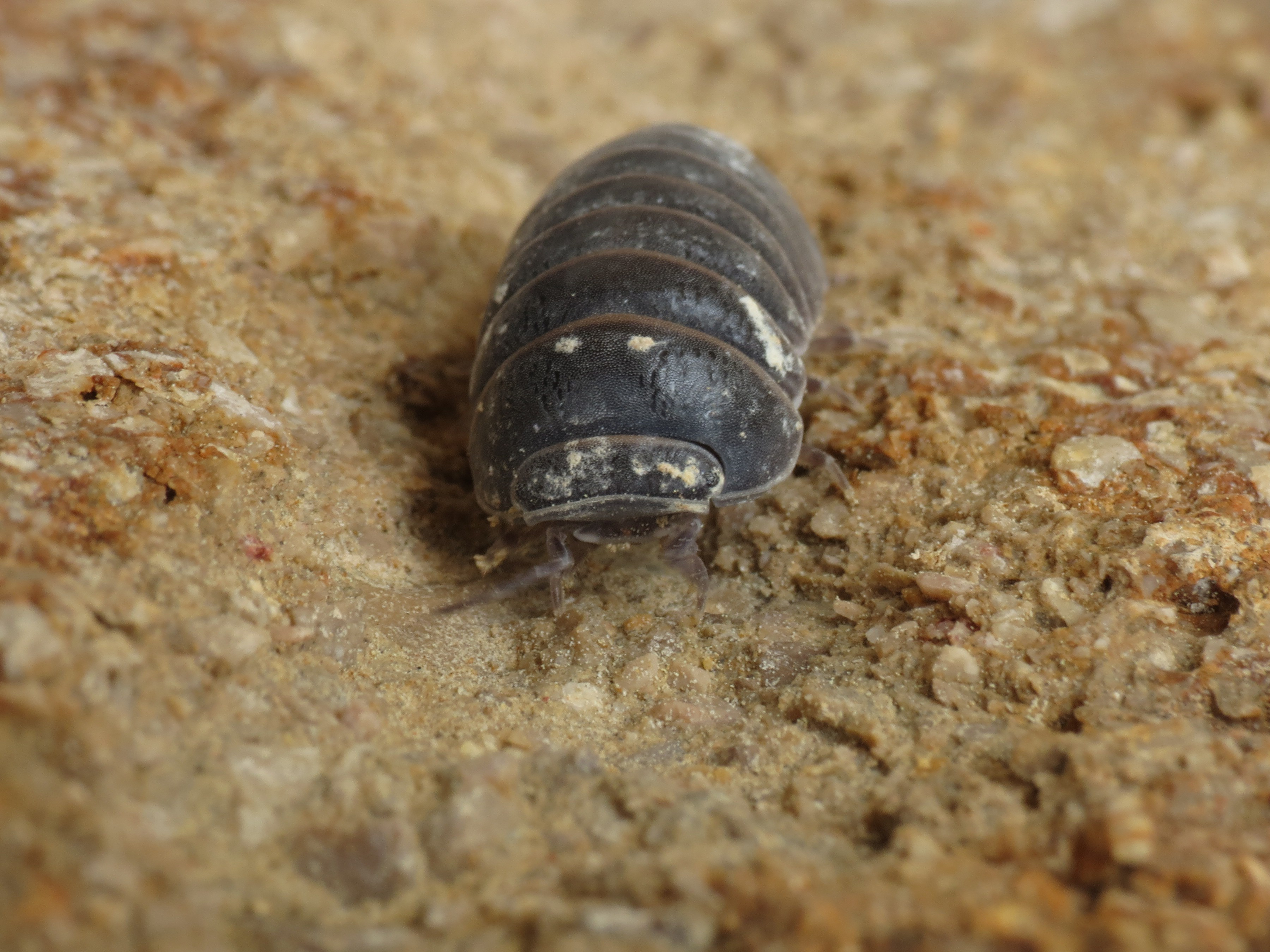